# Charity Organization Society
La Charity Organization Society fu un'organizzazione fondata nel 29 aprile 1869 a Londra, inizialmente col nome di "Organizing Charitable Relief and Repressing Mendicity", ma subito cambiato in "Charity Organization Society" (C.O.S.), con l'obbiettivo di eliminare la beneficenza indiscriminata inducente pigrizia nel bisognoso; fare beneficenza attraverso un rapporto di amicizia; ripristinare il rispetto del bisognoso per sé stesso e per le sue capacità nell'auto-mantenimento di sé stesso e/o della sua famiglia; coordinare il lavoro di tutte le locali società di beneficenza e delle Poor Laws.

## Le origini
La storia della sua origine è alquanto complessa e tuttora non è conosciuto chi ne sia l'effettivo fondatore. L'uscita, nel 1874, di un saggio storico riguardante la sua fondazione provocò circa quattro controrepliche e un infruttuoso appello al Consiglio della Society. Si può però cercare di rintracciare l'origine dei principi su cui si basava la C.O.S. andando al 1860, ovvero l'anno della fondazione della "Society for the Relief of Distress", infatti, troviamo già Hicks che avanzò la proposta di stabilire degli uffici distrettuali, guidati da assistenti sociali, aventi i quali il compito di investigare sulle persone richiedenti aiuto e di collaborare con le autorità delle Poor Laws. J. R. Green scrisse un articolo riguardante l'enorme numero di società di beneficenza in competizione tra loro, risultando così estremamente non coordinate, aumentando, piuttosto che risolvere, la povertà. Hicks ritornò sulla sua idea solo nel 1868 aggiungendo però dei particolari: un incontro annuale per redigere un rapporto riguardanti tutte le opere di carità coinvolte e revisionare i loro resoconti. Henry Solly scrisse un articolo con il quale gettò le basi per la fondazione di una società che funzionasse da organizzatrice. Così si arrivò all'11 febbraio 1869, quando si tenne una conferenza con tutti i rappresentanti delle società di beneficenza della metropoli. Seguirono altri piccoli comitati, nei quali prese una parte prominente Lord Lichfield, colui che affittò a proprie spese una stanza, che diventò il quartier generale della Charity Organization Society. Così il 29 aprile si ufficializzò la fondazione della "Organizing Charitable Relief and Repressing Mendicity".

### Il contesto
Per capire la sua importanza e soprattutto l'importanza del suo operato, bisogna analizzare il contesto in cui è nata e si sviluppata.

#### I poveri
Il numero dei poveri, annoverati tra gli archivi delle Poor Laws, tra gli anni 1860-70 contava oltre un milione solo fra Inghilterra e Galles. In strada abbondavano mendicanti e spazzini, era costante il pericolo di imbattersi in ladri, vagabondi, scrocconi e/o stupratori. Da per tutto vi erano bambini vestiti di soli stracci e deliberatamente feriti dai genitori ed esposti con il solo intento di provocare pietà agli occhi dei passanti. Il racconto del Dr.Guy, "The Course of Beggars", riguardante una normale e ordinaria camminata giornaliera, può restituirne un'idea più accurata:
"At every crossing an impudent urchin trails a dirty boorm before us, and would fain upon us a tax, which we resist, on the ground that the sweeping of crossings ought not to be the work of beggars, but of honest labourers fairly paid for work fairly done. In the short intervals we encounter the whining interrouptions of the sturdy Irsishman who is always starving [...]. We enter a pastry cook's for a modest luncheon of biscuits or bun; a whole family of ragged vagabonds watch every mouthful we eat."
Nacquero, così, le società anti-mendicità che miravano a sconfiggere il crimine dettato dalla povertà attraverso l'aiuto della polizia e incoraggiando le persone a donare ai bisognosi, non soldi, bensì buoni pasto o direttamente cibo. Una tra le prime di queste società fu la "Society for the Suppression of Public Begging", fondata ad Edimburgo nel 1812, mentre la più importante fu la "Society for the Suppression of Mendicity", fondata a Londra nel 1818.
Nel 1867, con il "Metropolitan Poor Act" si decise di creare un fondo comune destinato ai poveri della Metropolis, con il quale vennero costruite le scuole delle Poor Laws e forniti dalla "Metropolitan Asylums Board" dei servizi pubblici come ospedali e asili. Ad aggravare le condizioni dei poveri vi fu la carestia del cotone di Lancashire, la quale fece sì che l'intera Nazione aprì vari fondi destinati all'aiuto delle vittime e poveri. Si raccolse oltre 1 milione, anche grazie alle generose contribuzioni di altri paesi, come ad esempio l'Australia, il Nord America. Non tutti i soldi raccolti, però, vennero distribuiti ai bisognosi; infatti vi furono molti episodi di inganni e frodi. Ma le condizioni dei poveri a Londra andavano sempre più peggiorando, arrivando, nel 1870, al punto che, nonostante l'incremento considerevole nella richiesta di lavoratori nel Nord d'Inghilterra, nessun datore di lavoro era propenso ad assumere londinesi. Così, infatti, scrive il segretario della neonata C.O.S. di Newcastle:
"I regret exceedingly to inform you that, while i find that there are nearly 3.000 me required in the next six months, nearly every employer refuses to receive London men.[...] I have reason to know that even London employer do not like or use London men. A large brewer told me [...] 'we never take London men.[...] We are afraid of London men. They are shuffling, lazy, and know too much".

#### I lavoratori
La maggior parte dei lavoratori erano pagati settimanalmente, riuscendo così a sopravvivere di settimana in settimana. Se il guadagno però fosse venuto meno a causa di qualche malattia o della veneranda età, si vedevano costretti alla fame e avevano tre possibilità: mendicare, chiedere la carità o le Poor Laws. Nonostante l'abbondante numero di società per la carità, non vi era nessuna Organizzazione.

#### Le possibili soluzioni
Si cercò allora di trovare risposte, soluzioni sistematiche al problema della povertà e a come aiutare con la carità in maniera efficiente. Si guardò nel passato, per cercare esempi e/o spunti. Nel 1788 ad Hamburg si era sviluppato un metodo che sembrò funzionante: attraverso tassazioni e collette settimanali, si aprì un fondo comune, si divise la città in distretti, in ognuno dei quali i cittadini andavano a trovare le persone richiedenti aiuto per indagare sul caso e vedere se tali persone fossero degne di aiuto; nel caso in cui si fossero rivelate meritevoli, l'aiuto necessario veniva dato, ma in cambio veniva chiesto di svolgere dei lavori. Grazie ai fondi fu costruito un ospedale e un asilo infantile.
A Glasgow nel 1819, fu messo in atto un sistema simile dal parroco Thomas Chalmers. Tale sistema prevedeva che gli anziani e i diaconi facessero da investigatori, facendo trasparire affidabilità e aiutando i bisognosi grazie ai guadagni derivanti dalle offerte della chiesa. Il sistema resse fino al 1837, ma diventò così famoso che il parroco fu considerato uno dei santi patroni della C.O.S. Si diffuse, inoltre, un metodo tedesco, sviluppatosi a Elberfert, che prevedeva di dividere la città in 26 distretti e associarvi ad ognuno dei quali un assistente sociale, non pagato, ma con un contratto che prevedeva un obbligo a lavorare almeno 3 anni, il quale aveva il compito di prendere nota di tutti coloro che richiedevano aiuto, così da poterne discutere nella riunione di tutti gli assistenti sociali rappresentanti dei propri distretti, che aveva luogo ogni sera. L'aiuto, quando concesso, derivava in parte da fondi pubblici e in parte da dotazioni di beneficenza.
Sotto queste influenze, a Londra nel 1860 venne fondata la "Society for the Relief of Distress". Un suo membro, Edward Denison, nel 1867, non contento della sola ispezione amichevole, porta a porta, alla casa dei poveri, decise di andare a vivere direttamente tra di essi, nel distretto di Philpot Street, dove stette circa 8 mesi. In queste circostanze ebbe modo di scrivere agli amici delle lettere riguardanti le sue idee per aiutare le persone in bisogno. Nelle stesse lettere deplorava gli effetti della carità indiscriminata di certe società che alimentavano la povertà, la frode, e la pigrizia; la mancanza di una classe di cittadini "benestanti" che potessero aiutare quelli più poveri; sosteneva che ci doveva essere un'organizzazione tra le società e un piano di collaborazione tra i Guardiani delle Poor Laws e la carità "privata"; credeva infine che bisognava educare i poveri ad essere parsimoniosi e risparmiatori. Idee queste che furono alla base della C.O.S. Di pari passo a questi metodi andava l'ideologia e la convinzione, create e fomentate dalle nuove e continue scoperte scientifiche, che ogni problema, anche quello della povertà, poteva essere risolto dallo studio e dall'applicazione di metodi scientifici.

#### La soluzione effettiva
Il piano originario da attuare, come venne subito dichiarato nel primo resoconto annuale, era quello di stanziare un "Charity Office", in ogni sezione delle Poor Laws, sotto il controllo di un Comitato locale. Questo Ufficio sarebbe stato composto da un Charity Agent, il quale avrebbe avuto il compito di tenere i rapporti diretti, coordinandoli, con il clero, tutte le associazioni di beneficenza e il "Poor Laws Relieving Officer". Inoltre avrebbe avuto il compito di tener traccia di tutti i casi ricevuti dalle varie associazioni nel distretto ("all cases relieved by the several charitable agencies in the district"). Sarebbe spettato a lui di informarsi e investigare, e se si fosse rivelato necessario e solo come ultima spiaggia, aiutare i casi che non potevano essere aiutati da altri. L'intero Ufficio, quindi, voleva essere riconosciuto come il centro dell'organizzazione tra le società di carità("recognised centre of charitable organization"). Così, grazie anche ad una sorta di approvazione del governo e con una velocità sorprendente, numerosi Uffici Distrettuali furono aperti; nel primo anno furono circa 12, nel secondo 30, per arrivare al 1872 a 36 Uffici, alcuni situati nella stessa sezione, altri, invece, servivano da centro organizzativo per più sezioni.

#### I primi problemi
Da principio, i Comitati Distrettuali fallirono nel loro intento primario, di essere coordinatori e di registrare tutti coloro che facevano domanda di aiuto. Questa carenza iniziale fu dettata dal fatto che nei Comitati vi era quasi esclusivamente personale C.O.S. e quei pochi membri appartenenti ad altre società rivolgevano i bisognosi alle loro stese società; ne scaturì che i registri dei casi aiutati tenuti erano solo riguardanti casi della C.O.S. Il consiglio Generale si mise subito all'opera,non lasciando i Comitati a loro stessi, ma pubblicando, entro il 1880, una serie di principi e forme che gli stessi Comitati dovevano seguire e a cui si dovevano adattare: ogni caso doveva essere trattato separatamente; doveva sempre considerato il benessere della famiglia; un'intera indagine doveva essere fatta per i bisognosi; l'aiuto, che fosse anche momentaneo, doveva essere dato solo se poteva essere un aiuto lungimirante, rivelandosi una sorta di profitto permanente, non a coloro che sembravano rispettabili e meritanti; la parsimonia doveva essere incoraggiata e l'aiuto dato, qualora ne fosse stato possibile, doveva essere ripagato; si doveva cercare, come prima cosa, di aiutare il bisognoso attraverso amici o parenti. Sotto queste linee guida si svilupparono percorsi burocratici per la beneficenza: prendere nota di ogni caso nel relativo Ufficio Distrettuale, al quale il bisognoso aveva chiesto aiuto; annotare nel "Applicant and Decision Book" tutti i dettagli del caso e della persona in bisogno, come gli indirizzi, i parenti, se tale persona fosse membra di un qualche club, l'affitto da pagare, se vi fossero proprietà da riscattare perché date in pegno come garanzia di pagamento, e infine la condizione di salute. Sulla base di tali informazioni poi venivano effettuate delle indagini; veniva visitata la casa e/o famiglia del bisognoso da un Agente o da un volontario di qualche società di beneficenza; il Comitato Distrettuale avrebbe poi preso una decisione, ovvero: il rifiuto dell'aiuto, un piano di aiuto o se il caso fosse da rigirare ad un'altra associazione o alle Poor Laws; infine, sarebbero seguite ulteriori visite, settimanali principalmente, da parte dell'Agente (o volontario) che aveva preso in custodia il caso, fino all'accertamento che il bisognoso non fosse più tale e che fosse ritornato all'auto-sostentamento di sé stesso e della propria famiglia.

## La Struttura
La Charity Organization Society consiste in una federazione di 39 Comitati Distrettuali, i quali sono composti da un Ministro della Religione, un Guardiano dei Poveri, dai rappresentanti di tutte le principali organizzazioni locali di beneficenza, un Presidente, un Segretario e due rappresentanti nel Consiglio Centrale, il quale a sua volta è composto da un Presidente, un Vice-Presidente, un Tesoriere, il Presidente e Segretario, insieme ai due rappresentanti, che vengono eletti annualmente, di ogni Comitato, i rappresentanti del Metropolitan Charitable Institutions, e infine i membri addizionali eletti dal Consiglio stesso, in numeri non superiore ad un quarto rispetto ai rappresentanti dei Comitati. Quest'ultimi sono situati in un numero di uno o superiore in ognuna delle divisioni della Poor Law nella Metropoli.
Erano membri della Society tutti coloro o che facevano parte di un Comitato Distrettuale o che avevano un abbonamento annuale di almeno un £1 o i donatori di almeno £10 al Consiglio (o a qualunque Comitato).
Il Consiglio Centrale si riuniva ogni due settimane, ma poteva capitare che si riunisse settimanalmente, per discutere l'operato della Society e i nuovi piani d'azione da seguire. Poteva essere indetta una riunione speciale dallo stesso Consiglio, che poteva anche essere richiesta allo stesso da un accordo di almeno 30 persone. D'estate gli incontri venivano sospesi. Il primo Presidente del Consiglio fu Lord Lichfield.
Per le questioni di ogni giorno, non potendo convocare il Consiglio Generale, venne costituito l'"Administrative Committee", ovvero il Comitato Amministrativo. Questo era composto da 9 membri, poi nel 1878 alzati a 15, eletti annualmente, che si incontravano settimanalmente. Inoltre vi erano dei sotto-Comitati che avevano funzioni più specifiche: il "District Work" a cui venne data vita nel 1876; il "Mendicity Committee" più tardi chiamato "Inquiries Committee", anch'esso fondato nel 1876; il "Co-operation Committee", sempre del 1876; nello stesso anno, infine, fu fondato anche il "Finance and Collection Committee"; nel 1877 viene reso ufficiale il "Medical Committee".
Annualmente si tenevano degli incontri generali della Society per stipare il resoconto delle attività svolte.

## L'Ufficio Centrale
Il lavoro dell'Ufficio Centrale era suddiviso in quattro sezioni; la prima si occupava della supervisione del lavoro dei Comitati Distrettuali. Infatti alcune funzioni speciali erano lasciate all'Ufficio, poiché meglio si confacevano ad esso più che ai Comitati Distrettuali; la seconda si occupava della manutenzione della libreria, in cui erano presenti circa 2.000 volumi, nei quali nessun aspetto che sia economico, filosofico-metodico della Society e del suo lavoro sociale venne tralasciato; la terza si occupava della stampa e pubblicazione di libri, saggi e riviste, dalle quali, non solo il Comitato Distrettuale poteva prendere spunto, riguardando vecchi casi, ma anche tutto il pubblico poteva trarne vantaggio, potendoli leggere, consultare e documentarsi su tutti i casi liberamente; infine, la quarta, consisteva nel guidare il movimento, che vedeva urgere un'organizzazione che coordinasse tutte le società di beneficenza, attraverso tutto il paese, cercando di farsi conoscere in tutto il mondo con operazioni di propaganda quali le pubblicazioni, i convegni, conferenze ecc...).
La più antica tra le funzioni speciali che l'Ufficio adempiva era quella che prevedeva di investigare e denunciare le società di beneficenza finte, quindi fraudolente. Basti pensare che nel 1882, furono fatti non meno di 2.057 resoconti riguardanti impostori; il numero scese poi a 1.039 nel 1883, e nel 1885 solo a 622.
Come da nome "Organizing Charitable Relief and Repressing Mendicity", un'altra mansione che era compito dell'Ufficio svolgere trattava proprio del "Repressing Mendicity", ovvero migliorare il servizio di beneficenza, attaccando e cercando di estinguere la povertà. L'accento si spostò a seconda dei Segretari; con Bosanquet, 1869-75, su tutti quei tipi di carità incontrollata, la quale, invece che aiutare i poveri anche a ristabilire la fede nelle proprie capacità, incoraggiava la miseria e la povertà. Un esempio ne erano i rifugi per la notte. Venne indetta una conferenza sull'argomento, nella quale parlò l'autorevole membro Trevelyan portando avanti la sua teoria secondo la quale non vi era alcun bisogno di questi rifugi, in quanto incoraggiavano il vagabondaggio e il crimine, accettando chiunque ne facesse richiesta, senza nessun tipo di indagine e senza provvedere alcun rimedio. Ma Mr. Gurney Hoare, rappresentante della "Housless Poor Institution", si oppose dicendo che sarebbero stati presi dei provvedimenti nei riguardi dell'accettare chiunque e fornire un rimedio, tanto che tutti i rifugi della stessa organizzazione cominciarono a non ammettere più nessuno senza prima aver effettuato un'indagine, e il rifugio attrezzato nel modo migliore fu trasformato in una scuola serale per adulti. Chi si rifiutò di applicare questi principi fu perseguitato come Mr. Cox, il segretario onorario della "Free Dormitory Association", il quale fu costretto a scappare e nascondersi. Si può additare come un altro esempio le società che distribuivano cibo, se non gratuito, quasi, senza neanche indagare, quindi aiutando soprattutto coloro che non necessitavano aiuto, ma che cercavano di risparmiare per comprarsi alcol o droga; con Loch, 1875-1913, il quale segnerà una svolta proprio per questo, sul procurare un servizio migliore di beneficenza a tutti coloro che sono portatori di handicap, come i deboli di mente, gli invalidi, ovvero tutti coloro la cui povertà non era volontaria. Un esempio ne è la riunione di un comitato speciale con il compito di discutere sull'educazione e i metodi su come prendersi cura di tutti i portatori di handicap (nel senso sopra citato). Si decise che urgeva la distinzione tra deboli di mente non aggressivi e aggressivi, in quanto ai primi si poteva, con metodi appropriati, insegnare e molti, se tutto fosse andato nel verso giusto, farli lavorare. Essendo, però un numero abbastanza elevato, le associazioni volontarie non avevano i mezzi necessari, quindi si richiese l'aiuto dello Stato, che si riteneva indispensabile, per costruire sistemazioni adeguate alle esigenze. Si ritenne anche che l'educazione sarebbe dovuta essere gratuita per i sordi, ciechi e muti. Durante l'operato di Loch, venne preso in oggetto anche il lavoro delle società di beneficenza mediche e l'operato dello stesso ospedale di Londra. Si richiese che gli ospedali investigassero le condizioni dei propri pazienti ambulatoriali. Risultò che se fosse esistito un fondo di previdenza, il 49% dei pazienti sarebbero stati in grado di contribuire. Così si decise di costituire un corpo indipendente della C.O.S con il compito di provvedere benefici medici ai lavoratori. Questo corpo fu nominato Metropolitan Provident Dispensaries Association.

## Ai giorni nostri
Con le due guerre mondiali la società è andata trasformandosi, diventando sempre più egualitaria, lasciando la classe benestante con meno tempo e risorse da poter devolvere in carità e beneficenza. Alcuni miglioramenti come ad esempio uno stipendio e un'educazione migliore, l'incremento dei servizi sociali, hanno creato ad uno stile di vita più standardizzato, portando alla scomparsa dei "poveri", ma non delle persone comunque bisognose. Il lavoro delle associazioni di beneficenza non era ancora finito, tanto che gli ospedali di volontariato, gli orfanotrofi, le case per convalescenti e/o persone di una certa età, le società per ciechi e/o paralizzati continuarono nel loro lavoro, raccogliendo fondi e spronando i cittadini, che potevano, a donare. Furono iniziate nuove attività che rappresentano il cambiamento dei bisogni, non più principalmente materiali, e il nuovo tipo di lavoro sociale di cui vi era necessità; vennero fondati il "National Council of Social Service" nel 1919, il "Women's Institute" presso i borghi della città, e infine alcuni circoli di uomini disoccupati. La C.O.S. continuò comunque ad indagare nei problemi sociali allora più rilevanti, prendendo parte, ad esempio, al movimento legislativo contro l'acquistare e/o adottare bambini. Così allo scoppiare della Seconda Guerra Mondiale, la Society riuscì a rimanere con circa 30 Uffici Distrettuali ancora aperti. Mettendosi in accordo con la "Citizen's Advice Bureaux" riuscirono ad avere circo 80 uffici in funzione, quando scoppiò la guerra. La C.O.S. si distinse anche come organizzazione di aiuto per le vittime della guerra, procurando vestiti, cibo e coperte ai bisognosi, grazie al loro contatto con l'associazione crocerossina canadese "Canadian Red Cross", riuscendo a dare questo tipo di assistenza (cibo, coperte e vestiti ecc.., invece che soldi), prima ancora che le autorità fossero pronte per farlo. Finita la guerra si diffuse lo Stato Sociale (il Welfare State) e sembrò che oramai non ci fosse più posto per un'organizzazioni come la C.O.S., tanto che, nel 1946, la stessa si ridimensionò, cambiando nome in "Family Welfare Association" e il raggio del proprio operato. Così nel 1949, si riorganizzò: I Comitati Distrettuali (che erano 24) vennero raggruppati in 10 Zone, e ognuna aveva un Comitato di Zona (Area Committee) e un ufficio. Entro il 1958 il numero degli uffici si era ridotto a 7; anche il tipo di servizi offerti furono cambiati, in quanto non vi erano più problemi materiali e/o di povertà. Si richiedevano, infatti, consigli legali, consulenze matrimoniali, aiuto per le persone anziane e/o stressate mentalmente e assistenza per le famiglie divise; il vecchio "Inquiries Committee" divenne il dipartimento riguardante l'informazione, ovvero l'"Information Department", il quale si trovò ad affrontare, nel 1956, circa 2.509 casi e 2.912 nel 1958; gli "Annual Report", ovvero i resoconti annuali, continuarono ad essere stampati e la rivista "Charity Organisation Review" nel 1939 cambiò il nome in "Social Work"; i soldi non venivano più raccolti attraverso donazioni (anche se continuavano a venire fatte), ma attraverso l'entrate degli investimenti fatti dalla stessa Society.
Crebbe l'interesse per l'insegnamento al lavoro sociale. Nel 1945, 17 università offrivano corsi preparatori ed entro il 1952 il numero di università crebbe a 22. Associazioni come la Family Welfare Association cominciarono a offrire l'opportunità di mettere in pratica ciò che gli studenti delle università delle scienze sociali avevano imparato solo teoricamente. Così nel 1958 il numero di studenti che addestrati praticamente dalla F.W.A. furono 147. Si sviluppò la figura professionistica del lavoratore sociale, facendo scomparire quella del non pagato volontario, e cominciarono a fondarsi associazioni professionistiche di beneficenza, come la "Association of General and Family Case-Workers". La figura del lavoratore sociale fu ufficialmente riconosciuta nel 1959 con la pubblicazione del saggio "Social Workers in the Local Authority Health and Welfere Services".
Nel 2008 la Family Welfare Association cambiò ancora nome in seguito alla sua unione, nel 2006, con la "Family Service Unities", diventando così la "Family Action". Quest'ultima è, ancora oggi, in attività.